# Unrequited
| Recensione              | Giudizio |
| ----------------------- | -------- |
| AllMusic                |          |
| Robert Christgau        | A-       |
| Dizionario del Pop-Rock |          |
| 24.000 dischi           |          |

Unrequited è un album del cantautore statunitense Loudon Wainwright III, pubblicato dall'etichetta discografica Columbia nel febbraio 1975.
I primi 7 brani dell'album sono stati registrati in studio, i 7 successivi dal vivo a The Bottom Line.

## Tracce

### LP
Lato A (AL 33369)
Testi e musiche di Loudon Wainwright III, eccetto dove indicato.
1. Sweet Nothings – 2:46 – Paramount, 21 agosto, 1974
2. The Lowly Tourist – 3:28 – Bearsville, 5 aprile, 1974
3. Kings and Queens – 2:21 (Loudon Wainwright III, George Gerdes) – Paramount, 22 agosto, 1974
4. Kick in the Head – 2:49 – Sausalito, 9 ottobre, 1974
5. Whatever Happened to Us – 2:05 – Bearsville, 28 giugno, 1974
6. Crime of Passion – 2:57 – Paramount, 22 agosto, 1974
7. Absence Makes the Heart Grow Fonder – 3:06 – Columbia, NYC, 20 novembre, 1974

Lato B (BL 33369)
Testi e musiche di Loudon Wainwright III.
1. On the Rocks – 2:45 – Registrato dal vivo al "The Bottom Line", 30-31 agosto e 1º settembre, 1974
2. Guru – 2:08 – Registrato dal vivo al "The Bottom Line", 30-31 agosto e 1º settembre, 1974
3. Mr. Guilty – 3:15 – Registrato dal vivo al "The Bottom Line", 30-31 agosto e 1º settembre, 1974
4. The Untitled – 2:22 – Registrato dal vivo al "The Bottom Line", 30-31 agosto e 1º settembre, 1974
5. Unrequited to the Nth Degree – 2:48 – Registrato dal vivo al "The Bottom Line", 30-31 agosto e 1º settembre, 1974
6. Old Friend – 2:38 – Registrato dal vivo al "The Bottom Line", 30-31 agosto e 1º settembre, 1974
7. Rufus Is a Tit Man – 1:44 – Registrato dal vivo al "The Bottom Line", 30-31 agosto e 1º settembre, 1974

### CD
Edizione CD del 1998, pubblicato dalla Columbia Records (CK 65258)
Testi e musiche di Loudon Wainwright III, eccetto dove indicato.
1. Sweet Nothings – 2:47
2. The Lowly Tourist – 3:28
3. Kings and Queens – 2:21 (Loudon Wainwright III, George Gerdes)
4. Kick in the Head – 2:49
5. Whatever Happened to Us – 2:02
6. Crime of Passion – 3:01
7. Absence Makes the Heart Grow Fonder – 2:28
8. On the Rocks – 3:15
9. Guru – 2:16
10. Mr. Guilty – 3:25
11. The Untitled – 2:58
12. Unrequited to the Nth Degree – 3:59
13. Old Friend – 2:53
14. Rufus Is a Tit Man – 2:28
15. Rufus Is a Tit Man (Alternate Version) – 2:59 – Traccia bonus
16. Over The Hill – 2:50 (Loudon Wainwright III, Kate McGarrigle) – Traccia bonus
17. Hollywood Hopeful – 2:39 – Traccia bonus

## Musicisti
Sweet Nothings
- Loudon Wainwright III (voce, ruolo non accreditato)
- Calvin Hardy – (ruolo non accreditato)
- Greg Thomas – (ruolo non accreditato)
- Frank Kleiger – (ruolo non accreditato)
- Ron Colbertson – (ruolo non accreditato)
- Randy Wallace – (ruolo non accreditato)
- Jon Hall – (ruolo non accreditato)
- Marty Grebb – (ruolo non accreditato)
- Dave Sanborn – (ruolo non accreditato)
- Chris Guest – (ruolo non accreditato)

The Lowly Tourist
- Loudon Wainwright III – (ruolo non accreditato)
- Harvey Brooks – (ruolo non accreditato)
- Marty Grebb – (ruolo non accreditato)
- Richard Crooks – (ruolo non accreditato)
- Jon Hall – (ruolo non accreditato)
- George Gerdes – (ruolo non accreditato)

Kings and Queens
- Loudon Wainwright III – (ruolo non accreditato)
- Klaus Voorman – (ruolo non accreditato)
- Jim Keltner – (ruolo non accreditato)
- Lyle Ritz – (ruolo non accreditato)
- Jay Migliori – (ruolo non accreditato)
- Richard Greene – (ruolo non accreditato)
- Austin DeLone – (ruolo non accreditato)

Kick in the Head
- Loudon Wainwright III – (ruolo non accreditato)

Whatever Happened to Us
- Loudon Wainwright III – (ruolo non accreditato)
- Jon Hall – (ruolo non accreditato)
- Marty Grebb – (ruolo non accreditato)
- Harvey Brooks – (ruolo non accreditato)
- Richard Crooks – (ruolo non accreditato)
- Freebo – (ruolo non accreditato)

Crime of Passion
- Loudon Wainwright III – (ruolo non accreditato)
- Jim Keltner – (ruolo non accreditato)
- Klaus Voorman – (ruolo non accreditato)
- Randy Wallace – (ruolo non accreditato)
- Richard Greene – (ruolo non accreditato)
- Martin Fierro – (ruolo non accreditato)

Absence Makes the Heart Grow Fonder
- Loudon Wainwright III – (ruolo non accreditato)
- Kate McGarrigle – (ruolo non accreditato)
- Anna McGarrigle – (ruolo non accreditato)

On the Rocks / Guru / Mr. Guilty / The Untitled / Unrequited to the Nth Degree / Old Friend / Rufus Is a Tit Man
- Loudon Wainwright III – (ruolo non accreditato)

Note aggiuntive
- Loudon Wainwright III – produttore (eccetto brano: "Sweet Nothings"), note di retrocopertina album
- Mark Harmon – produttore, arrangiamento (brano: "Sweet Nothings")
- Milt Kramer – produttore (brani: "The Lowly Tourist" e "Whatever Happened to Us")
- Registrazione del 21 agosto 1974 effettuata al "Paramount Recording/Mix Down Studios", Hollywood, California
- Registrazione del 5 aprile 1975 effettuata al "Bearsville Sound Studios" di Bearsville, New York
- Registrazioni del 22 agosto 1974 effettuate al "Paramount Recording/Mix Down Studios", Hollywood, California
- Registrazione del 9 ottobre 1974 effettuata al "Record Plant" di Sausalito, California
- Registrazione del 28 giugno 1974 effettuata al "Bearsville Sound Studios" di Bearsville, New York
- Registrazione del 20 novembre 1974 effettuata al "Columbia Recording Studios" di New York City, New York
- Registrazioni del 30, 31 agosto e 1 settembre 1974 effettuate dal vivo al "Bottom Line" di New York City e in remoto al "Record Plant" di New York City
- Mark Harmon – ingegnere delle registrazioni, mixaggio (brani: A1, A3, A4, A6 e A7)
- Adam Taylor – ingegnere delle registrazioni e del mixaggio (brani: A2 e A5)
- Doug Pomeroy – registrazioni dal vivo
- Mark Harmon – mixaggio registrazioni dal vivo
- John Berg/Cover – design copertina album originale
- Don Hunstein – foto copertina album originale [7]

## Classifica
Album
| Anno | Classifica    | Posizione raggiunta |
| ---- | ------------- | ------------------- |
| 1975 | Billboard 200 | 156                 |